# Pylaemenes mitratus
Pylaemenes mitratus är en insektsart som först beskrevs av Ludwig Redtenbacher 1906.  Pylaemenes mitratus ingår i släktet Pylaemenes och familjen Heteropterygidae. Inga underarter finns listade i Catalogue of Life.